# Maschinenstürmer
Maschinenstürmer waren eine Protestbewegung gegen die sozialen Folgeerscheinungen der Mechanisierung in der industriellen Revolution. Häufig war die Zerstörung von Maschinen oder neu errichteten Fabriken ein Mittel, um die von Fabrikanten beabsichtigte Ersetzung von qualifizierten Arbeitern durch Ungelernte zu verhindern oder um gegen Verschlechterungen der Lohn- und Arbeitsbedingungen zu protestieren. Schwerpunkt des so genannten Maschinensturms war England, aber auch in Deutschland, Österreich und der Schweiz kam es zu ähnlichen Protesten. Der Aufstand der schlesischen Weber von 1844  wird in der Geschichtsschreibung häufig als der bekannteste deutsche Fall aufgeführt.

## Begriff
Als eine „historisch genau verortbare Protestbewegung“ war der Maschinensturm ein Phänomen der Frühindustrialisierung, in deren Folge traditionelle Wirtschafts- und Arbeitsweisen in Frage gestellt wurden. Rolf Peter Sieferle spricht von der Auflösung der „Handwerkskultur einer normintegrierten Ständegesellschaft“. Die Mechanisierung der Produktion war nur das offensichtlichste Element dieser Veränderungen. Gruppen, die infolge der Umwälzungen deklassiert zu werden drohten, verteidigten ihren sozialen Status mit dem einzigen Mittel, das ihnen – bei Abwesenheit von geregelten (Tarif-)Verhandlungen zwischen Arbeitgebern und Arbeitnehmern – zur Verfügung stand: der „Androhung oder Anwendung von offensiver Gewalt“ gegen Maschinen oder Waren oder Privateigentum der industriellen Fabrikanten bzw. Verleger.
Der Begriff Maschinensturm gelangte ab 1812 als Übersetzung des englischen Begriffs machine breaking ins Deutsche. Marx und Engels benutzten noch den Begriff Maschinenzertrümmerung, häufiger aber schrieben sie von „Revolten, Aufständen oder Emeuten gegen die Maschine bzw. Maschinerie“.
Als offen geführter Protest unterscheidet sich der Maschinensturm von der verdeckten Kampfform der Sabotage.

## Beteiligte Berufsgruppen
Die Aktionen der Maschinenstürmer fanden vorwiegend im Textilsektor statt und richteten sich dort gegen neue Maschinen der Textilherstellung und -bearbeitung. Der Maschinensturm in England, nach seinem fiktiven Anführer Ned Ludd auch als Luddismus benannt, war nach E. P. Thompson auf den Zeitraum von 1811 bis 1817 und auf drei Regionen und Berufsgruppen begrenzt: Tuchscherer (West Riding of Yorkshire), Baumwollweber (Süd-Lancashire) und Strumpfwirker (Nottingham). Tuchscherer waren gelernte und privilegierte Arbeiter, während die Weber und Strumpfwirker Heimarbeiter mit einer langen Handwerkertradition waren. Alle drei Berufsgruppen erlitten eine Verschlechterung ihres Status durch den Wegfall von Schutzgesetzgebung (Rauhmaschinenverbot und Webstuhlbegrenzung) und durch die Konzentration von Webstühlen in den neu gegründeten Fabriken mit ungelernten und jugendlichen Arbeitern. Auch in Deutschland konzentrierten sich die Aktionen auf den Textilsektor mit den Trägergruppen von Tuchscherern, Handwebern und Kattundruckern. An den sogenannten Weberaufständen waren Kleinunternehmer und Handwerker beteiligt, die die entstehende Konkurrenz bekämpften. Neben den Textilarbeitern kämpften am häufigsten Metallhandwerker (Schleifer, Schmiede) gegen Maschinen und neue Produktionsverfahren.

## Ziele und Motive
Sagten Karl Marx und Friedrich Engels den Maschinenstürmern noch unverstandene Technikfeindlichkeit nach, so zeigte die historische Forschung, dass die Zerstörung von Maschinen keiner irrationalen Technikfeindlichkeit entsprang.
Das eigentliche Motiv war vielmehr die Abwehr vormals relativ gesicherter Berufsgruppen gegen eine Verschlechterung ihres sozialen Status und den Verlust traditioneller Privilegien, die sie teilweise auch mit Petitionen an die herrschenden Gewalten zu sichern suchten. Obwohl durch die Einführung von Maschinen nur punktuell Arbeiter entlassen wurden, verminderte die Angst vor dem Verlust von Arbeitsplätzen die Akzeptanz des technischen Fortschritts und verzögerte die Industrialisierung.
Nach E. P. Thompson kämpften die Maschinenstürmer gegen „die ‚Freiheit‘ des Kapitalisten, die Gebräuche des Gewerbes zu zerstören, durch neue Maschinen, durch das Fabriksystem oder durch uneingeschränkte Konkurrenz […] und Aushöhlung der handwerklichen Normen“.
Eric Hobsbawm argumentierte in seinem Aufsatz The Machine Breakers, dass die Zerstörung der Maschinen den Ludditen auch als Druckmittel diente. Die Zerstörung und die Androhung der Zerstörung von Produkten oder Produktivkapital war für Hobsbawm schon im 18. Jahrhundert ein Mittel der Lohnverhandlung. Da den Arbeitern in der damaligen Zeit, so seine Schlussfolgerung, zur Durchsetzung ihrer kollektiven Interessen keine legalen Mittel wie gewerkschaftliche Organisierung, Arbeitskampf und Tarifverhandlungen zur Verfügung standen, hätten sie zu diesem Mittel gegriffen. Die Zerstörung von Produktionsmitteln habe auch das virulente Solidarisierungsproblem in Arbeitskämpfen gelöst, da eventuelle Streikbrecher nicht weiterarbeiten konnten. Der Widerstand gegen die Maschinen war nach Hobsbawm, „quite consciously resistance to the machine in the hands of the capitalist“ (ganz bewusst Widerstand gegen die Maschine in den Händen des Kapitalisten). Er sieht im Maschinensturm eine Form der Kollektivverhandlung durch Aufruhr („collective bargaining by riot“). Dass es zumeist nicht zu weiteren gewalttätigen Aktionsformen kam, erklärt Hobsbawm damit, dass Maschinen häufig in Wachstumsphasen gekauft wurden, in denen es genügend Arbeit gab, so dass ihnen die Lohnentwicklung keine Sorgen bereitete.
Auch der deutsche Sozialhistoriker Rolf Peter Sieferle dokumentiert zahlreiche Fälle des Maschinensturms bereits im 18. Jahrhundert, denen gemeinsam war, „dass sie im Zusammenhang mit Arbeitskämpfen stattfanden“ und – bei Abwesenheit von Gewerkschaften – als „wichtiges Druckmittel zur Durchsetzung von (Lohn-)Forderungen“ dienten.

## Beispiele für Maschinenstürmerei

### England
Unter den technikbezogenen Aufständen in England gehören die Aufstände der Ludditen zwischen 1811 und 1816 und die sogenannten Swing Riots zwischen 1830 und 1833 zu den bekanntesten.
Der Aufstand der englischen Ludditen ist benannt nach dem legendären Ned Ludd (Ludlam), der sich seinem Vater (oder Meister) widersetzte und aus Protest die Nadeln in dessen Strumpffabrik zerbrach. Andere Quellen betiteln „Captain“ oder „General Ludd“ – mehr folkloristisch denn als realen – Anführer der ersten Proteste. Er galt den Handwerksgesellen des Wollgewerbes als „Verteidiger uralten Rechts“ und „Hüter einer verlorenen Verfassung“.
1811/1812 kam es zu einem regelrechten Aufruhr in Nottingham, den der englische Staat durch 12.000 Soldaten niederschlagen ließ. Erst ein Gesetz (Frame-breaking Act) von 1812, das die Zerstörung von Webstühlen unter Todesstrafe stellte und die Forderungen der Ludditen erfüllte, brachte ein Ende des Aufstands in Nottingham. Die Ludditen setzten Gewalt organisiert und diszipliniert ein. In der Mittel- und Unterschicht erfuhren die Ludditen viel Sympathie für ihren Protest. Hauptsächlich Weber und Spinner taten sich zusammen, zerstörten mechanische Webstühle und Fabriken. Sie ermordeten sogar Erfinder, von denen sie sich um Lohn und Brot gebracht glaubten. Später wurden die Erleichterungen allerdings wieder zurückgenommen. Ludd und die anderen Anführer (insgesamt 30) wurden zum Tode verurteilt. Die anderen Aufständischen deportierte man in die Sträflingskolonie Australien.
1816 folgten weitere „Ludditen-Unruhen“ aufgrund einer erneuten Verschlechterung der Arbeitersituation.
Die Swing-Aufstände (Swing riots) waren zwischen 1830 und 1833 eine Bewegung englischer Landarbeiter gegen den Einsatz von Landmaschinen, insbesondere der Dreschmaschine, und für die Zahlung höherer Löhne. Ihren Namen erhielten die Aufstände durch den fingierten Namen Captain Swing, in dessen Namen Drohbriefe gegen Farmer und Grundbesitzer verschickt wurden. Neben diesen Drohbriefen versuchten die Landarbeiter, ihre Ziele durch das Niederbrennen von Getreideschobern und Dreschmaschinen zu erreichen. Zum Teil richteten sich die Aufstände auch gegen irische Arbeitsimmigranten.

### Deutschland
In Deutschland kam es zwischen 1815 und 1849 ebenfalls zum Maschinenstürmen. Michael Spehr hat in seiner historischen Dissertation 186 Fälle von Maschinenprotest im Zeitraum von 1815 bis 1849 zusammengetragen. Protest, Gewalt und Aufruhr ging im Wesentlichen von hochqualifizierten und gut verdienenden Handwerker-Arbeitern aus, deren Aktionen „dem Bild einer blindwütigen Menge, die instinktiv zuschlug“ widersprachen.
Es kam vielerorts zu den sogenannten Weberaufständen, die auf verschiedene Ursachen zurückzuführen waren. Kleinunternehmer und Handwerker, die angesichts der beginnenden Industrialisierung im freien Wettbewerb nicht mehr bestehen konnten, versuchten die neue Konkurrenz gewaltsam zu unterdrücken. Dabei kam es sowohl zu direkten Angriffen auf Produktivkapital und Arbeiter als auch zu Lobbying und Revolten, um mittels der Staatsgewalt ausländische Anbieter zu diskriminieren. Teilweise waren die Aufständischen so verarmt, dass es sich um Hungerrevolten handelte. Der Verlust ausländischer Absatzmärkte im Zusammenhang mit der Kontinentalsperre und der englischen Seeblockade, dem Eindringen englischer Fabrikware nach dem Ende der Kontinentalsperre, der Ausfall binnenländischer Nachfrage im Gefolge von Agrarkrisen, die fortschreitende Industrialisierung mit ihren Billigprodukten verschärften die Situation.
Die Historikerin Christina von Hodenberg resümiert in einer jüngeren Auswertung der – in der DDR jahrzehntelang nur ostdeutschen Historikern zugänglichen – Untersuchungsakten und Zeugenberichte des Aufstands der schlesischen Weber, dass „weder extremes materielles Elend (wie in Gerhart Hauptmanns Drama Die Weber dargestellt) noch antiindustrieller Maschinensturm noch klassenkämpferische Motive […] die an der Spitze der Revolte marschierenden Heimweber angetrieben [hätten], sondern das Verlangen nach angemessener Bezahlung und respektvoller Behandlung.“ Die gezielten Zerstörungsaktionen hätten sich gegen Firmengebäude, Warenlager und Wohnhäuser lohndrückender Verleger gerichtet. Die maschinelle Textilproduktion hatte noch keinen Einzug gehalten, so dass es außer vereinzelten Jacquardwebstühlen auch keine Maschinen gab, die hätten zerstört werden können.
In Deutschland fielen die juristischen Konsequenzen, die sich meist nur gegen die Rädelsführer richteten, im Vergleich zu England insgesamt milde aus. Man analysierte die Unruhen und stellte Missstände in den Arbeitsbedingungen fest. Teilweise bemühte man sich um die Aufstellung einer Fabrikenordnung, um die Missstände zu beseitigen, doch diese Aachener Fabrikenordnung scheiterte am preußischen Staatsministerium.

### Weitere Regionen
Dem französischen Historiker George Rudé zufolge hatte die industrielle Revolution Ende des 18. Jahrhunderts Frankreich noch nicht in demselben Maße erfasst wie England. Die Arbeitskämpfe wurden „relativ gewaltlos und ohne Blutvergießen ausgetragen“. Eine Ausnahme war der Aufstand der Seidenweber in Lyon 1831 und 1834, bei dem es zur gewaltsamen Konfrontation der Aufständischen mit der Nationalgarde kam. Akte der „Maschinenstürmerei“ gegen die Patrone blieben indessen aus.
In der Schweiz erfolgte der bekannteste Fall eines Maschinensturms 1832 in Oberuster – der sogenannte Usterbrand –, bei dem Kleinfabrikanten und Heimarbeiter aus dem Zürcher Oberland eine mechanische Spinnerei und Weberei zerstörten, weil ihre Forderung nach einem Verbot der Webmaschinen unerfüllt geblieben war.

## Rezeption in der Nationalökonomie

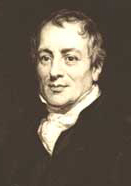
David Ricardo (1772–1823); unbekannter Maler

Die Aktionen der Ludditen fanden auch ihren Niederschlag in der zeitgenössischen Nationalökonomie. David Ricardo hielt am 16. Dezember 1819 eine Rede zum Antrag von William De Crespigny auf Einsetzung einer Kommission, um Robert Owens Plan zur Liquidierung der Arbeitslosigkeit und zur Verbesserung der Lage der unteren Klassen einzusetzen. Dabei sagte Ricardo, man dürfe nicht leugnen, dass die Einführung von Maschinen in die Produktion die Nachfrage nach Arbeit nicht mindere. Diese Ansicht vertrat er auch in den beiden ersten Auflagen seines Hauptwerks On the Principles of Political Economy and Taxation (1817 und 1819).
Der Schweizer Ökonom Sismondi stellte die ricardianische Kompensationstheorie in Frage. In seinem Werk Nouveaux principes d'économie politique ou de la richesse dans ses rapports avec la population (1819) bezweifelte er die Annahme, dass Maschinen immer genauso viel Beschäftigung schafften wie sie ersetzten. Die Kontroverse zwischen ihm und Ricardo endete damit, dass Ricardo noch kurz vor seinem Tode seine bis dahin positive Einschätzung der Folgen der Maschineneinführung auf die Lage der Arbeiter in der dritten Ausgabe seiner Principles (1821) revidierte. Er sah nun in der Ersetzung von Arbeit durch Maschinen eine mögliche Ursache technologisch bedingter Arbeitslosigkeit und folgerte, „dass die bei der arbeitenden Klasse herrschende Meinung, die Anwendung von Maschinen schädige häufig ihre Interessen, nicht auf Vorurteil und Irrtum beruht, sondern mit den richtigen Grundsätzen der Volkswirtschaft übereinstimmt.“ Marx lobte ihn für seine Ehrlichkeit, „die ihn so wesentlich von den Vulgärökonomen“ unterscheide. Im Gegensatz zu Ricardo vertraten seine zeitgenössischen Kollegen Robert Torrens und John Ramsay McCulloch weiterhin Ricardos ursprüngliche Meinung.

## Maschinensturm im historischen Kontext
Obwohl es eine Protestbewegung in einem begrenzten historischen Zeitraum war, hat der Maschinensturm als Ereignis und als Metapher bleibende Spuren in der historischen Erinnerungskultur hinterlassen.
Einerseits wurde die Traditionslinie zurück in die Vergangenheit verlängert. Bezug genommen wurde auf traditionale Gesellschaften, die technische Erfindungen unterdrückt oder verhindert hatten, „wenn diese Neuerungen das soziale Normengefüge, die Mentalitäten und Sitten in Frage stellten“. Erinnert wurde an eine Thorner Zunfturkunde von 1523, die der Sozialökonom Heinrich Dietzel (und nach ihm viele andere) zitierte:

„Kein Handwerksmann soll etwas Neues erdenken oder erfinden oder gebrauchen, sondern jeder soll aus bürgerlicher und brüderlicher Liebe seinem Nächsten folgen.“

Ein anderes Beispiel war die Bandmühle, ein Vorläufer des mechanischen Webstuhls, mit der mehrere Bänder gleichzeitig auf einem Webstuhl hergestellt werden konnten. „1685 wurde ihr Gebrauch in ganz Deutschland untersagt. In Hamburg wurde sie öffentlich auf Befehl des Magistrats verbrannt.“
Andererseits wurden im letzten Drittel des 20. Jahrhunderts Arbeitnehmer und ihre Gewerkschaften von Arbeitgebern und in der Presse als „moderne Maschinenstürmer“ bezeichnet, als sie gegen technische Neuerungen in der Druckindustrie (Fotosatz) und im Maschinenbau (NC- und CNC-Maschinen) zum Teil mit heftigen Streiks kämpften, um sozialverträgliche Lösungen durchzusetzen. Besonders erbittert wurde die Auseinandersetzung im Londoner Pressezentrum der Fleet Street geführt. Ein jahrelanger Streik mit teilweise gewalttätigen Aktionen hatte die einjährige Unterbrechung des Erscheinens der Times und die Verlagerung des Pressezentrums nach den Docklands (Wapping) zur Folge.

## Trivia
Die Synthie-Pop-Band And One veröffentlichte ein gleichnamiges und thematisch angelehntes Lied auf ihrem 1998 erschienenen Album 9.9.99 9 Uhr.
Im 2009 veröffentlichten Schweizer Science-Fiction-Film Cargo besteht unter der Bezeichnung Maschinenstürmer eine technikfeindliche Untergrundbewegung, die an Raumschiffen und Raumstationen Sabotageanschläge verübt.
Im Dystopie-Roman Qualityland von Marc-Uwe Kling gibt es auch eine Bewegung der Maschinenstürmer, die Roboter in Industriestätten zerstört.